# Wspólnota administracyjna Eichstätt
Wspólnota administracyjna Eichstätt – wspólnota administracyjna (niem. Verwaltungsgemeinschaft) w Niemczech, w kraju związkowym Bawaria, w rejencji Górna Bawaria, w regionie Ingolstadt, w powiecie Eichstätt. Siedziba wspólnoty znajduje się w mieście Eichstätt, które jednak nie jest członkiem wspólnoty.
Wspólnota administracyjna zrzesza trzy gminy wiejskie (Gemeinde): 
- Pollenfeld, 2 852 mieszkańców, 45,60 km²
- Schernfeld, 3 051 mieszkańców, 52,22 km²
- Walting, 2 357 mieszkańców, 39,75 km²